# Everything Remains (As It Never Was)
Everything Remains (As It Never Was) es el cuarto álbum de estudio de la banda suiza de folk metal Eluveitie, publicado el 19 de febrero de 2010 por Nuclear Blast. Este disco significó la vuelta al estilo más duro del grupo tras el álbum acústico Evocation I - The Arcane Dominion de 2009. El videoclip y el sencillo de «Thousanfold» fueron publicados por adelantado en diciembre de 2009.

## Lista de canciones
1. «Otherworld» - 1:57
2. «Everything Remains as It Never Was» - 4:25
3. «Thousandfold» - 3:20
4. «Nil» - 3:43
5. «The Essence of Ashes» - 3:59
6. «Isara» - 2:44
7. «Kingdom Come Undone» - 3:22
8. «Quoth the Raven» - 4:42
9. «(Do)minion» - 5:07
10. «Setlon» - 2:36
11. «Sempiternal Embers» - 4:52
12. «Lugdūnon» - 4:01
13. «The Liminal Passage» - 2:15

Canciones extra de la edición limitada
1. «Otherworld Set» - 2:34
2. «The Liminal Passage Set» - 2:49

## Personal
- Meri Tadić – violín, voz
- Pade Kistler – gaita, tin whistle, low whistle
- Kay Brem – bajo
- Merlin Sutter – batería
- Chrigel Glanzmann – voz, mandola, tin whistle, low whistle, gaita, guitarra acústica
- Anna Murphy – zanfoña, flauta, voz
- Sime Koch – guitarra
- Ivo Henzi – guitarra
- Torbjörn «Thebon» Schei - voz adicional en «(Do)minion»
- Brendan Wade - gaita irlandesa en «Otherworld», «Setlon» y «The Liminal Passage»
- Dannii Young - voz hablada en «Otherworld» y «The Liminal Passage»